# Sibanggor Tonga
Sibanggor Tonga is een bestuurslaag in het regentschap Mandailing Natal van de provincie Noord-Sumatra, Indonesië. Sibanggor Tonga telt 612 inwoners (volkstelling 2010).